# Wapen van Tongelre

Wapen van Tongelre

Het wapen van Tongelre werd op 16 juli 1817 bevestigd door de Hoge Raad van Adel aan de Noord-Brabantse gemeente Tongelre. Per 1920 ging Tongelre op in gemeente Eindhoven. Het gemeentewapen kwam daardoor te vervallen..

## Blazoenering
De blazoenering van het wapen luidde als volgt:
In goud 2 naast elkaar geplaatste schildjes; het rechtse gevierendeeld met een streepkruis van goud; I en IV in azuur 3 lelies van goud en een vrijkwartier van azuur beladen met een zoom van goud en een adelaar van hetzelfde; II en III; in azuur een keper van goud, vergezeld van 3 klophamers van hetzelfde; over alles heen een hartschild van goud, beladen met een schuinbalk van azuur; het linkse van azuur, beladen met een streepkruis van goud, in ieder kwartier vergezeld van een leeuw van hetzelfde.
De heraldische kleuren zijn goud (goud of geel) en azuur (blauw). Dit zijn de rijkskleuren. In de heraldiek zijn links en rechts gezien van achter het schild; voor de toeschouwer zijn de termen links en rechts dus verwisseld. In het register van de Hoge Raad van Adel zelf wordt geen beschrijving gegeven, alleen een afbeelding.

## Geschiedenis
De oudste zegelafdruk van de schepenbank van Tongelre is van 1413. In 1599 werd een tweede zegel gemaakt dat tot begin 19e eeuw werd gebruikt. Op beide zegels werd Sint Maarten te paard afgebeeld, die met zijn zwaard zijn mantel doorsnijdt. Onder het hoofd van zijn paard is een schildje geplaatst met het hertogelijke wapen met de leeuwen van Brabant en Limburg. Bij de aanvraag werd dan ook verzocht om Sint Maarten op te nemen met een klein schildje van twee leeuwen. Abusievelijk werd een verkeerde zegelafdruk bijgevoegd en wel van Stiphout uit 1704. De Hoge Raad van Adel verleende echter het wapen overeenkomstig het aangeleverde zegel. Het wapen van Tongelre bestaat daarom uit (heraldisch) rechts het wapen van het geslacht Van Leefdael en links het hertogelijke wapen.

## Verwante wapens

Wapenschild van Leefdael
Wapenschild van de hertogen van Brabant en Limburg

Aalburg
· Aalst
· Aarle-Rixtel
· Alem 
· Alem, Maren en Kessel
· Almkerk
· Alphen en Riel
· Andel
· Baardwijk
· Bakel en Milheeze
· Beek en Donk
· Beers
· Berghem
· Berkel-Enschot
· Berlicum
· Besoyen
· Beugen en Rijkevoort
· Bladel en Netersel
· Bokhoven
· Borkel en Schaft
· Boxmeer
· Budel
· Capelle
· Chaam
· Cromvoirt
· Cuijk
· Cuijk en Sint Agatha
· De Werken en Sleeuwijk
· Den Dungen
· Deurne en Liessel
· Dieden, Demen en Langel
· Diessen
· Dinteloord (en Prinsenland)
· Dinther
· Dommelen
· Drongelen, Haagoort, Gansoijen en Doeveren
· Drunen
· Duizel en Steensel
· Dussen
· Eersel
· Eethen
· Emmikhoven en Waardhuizen
· Empel en Meerwijk
· Engelen
· Erp
· Esch
· Escharen
· Fijnaart en Heijningen
· Gassel
· Geffen
· Geldrop
· Gemert
· Genderen
· Gestel en Blaarthem
· Giessen
· Ginneken en Bavel
· Grave
· 's Gravenmoer
· Haaren 
· Halsteren
· Haps
· Haren en Macharen
· Hedikhuizen
· Heesch
· Heeswijk
· Heeswijk-Dinther
· Heeze
· Helvoirt
· Herpt
· Hoeven
· Hooge en Lage Mierde
· Hooge en Lage Zwaluwe
· Hoogeloon, Hapert en Casteren
· Huijbergen
· Kessel
· Klundert
· Landerd
· Leende
· Liempde
· Lierop
· Lieshout
· Linden
· Lith
· Luyksgestel
· Maarheeze
· Maasdonk
· Maashees en Overloon
· Made en Drimmelen
· Maren
· Meeuwen
· Megen, Haren en Macharen
· Mierlo
· Mill en Sint Hubert
· Moergestel
· Nederwetten en Eckart
· Nieuw-Ginneken
· Nieuw-Vossemeer
· Nieuwkuijk
· Nistelrode
· Nuenen en Gerwen
· Nuland
· Oeffelt
· Oerle
· Oijen en Teeffelen
· Oost-, West- en Middelbeers
· Oploo, Sint Anthonis en Ledeacker
· Ossendrecht
· Oud en Nieuw Gastel
· Oudenbosch
· Oudheusden
· Princenhage
· Prinsenbeek
· Putte
· Raamsdonk
· Ravenstein
· Reek
· Reusel
· Riethoven
· Rijsbergen
· Rijswijk
· Roosendaal en Nispen
· Rosmalen
· Sambeek
· Schaijk
· Schijndel
· Sint Anthonis
· Sint-Michielsgestel
· Sint-Oedenrode
· Soerendonk, Sterksel en Gastel
· Sprang
· Sprang-Capelle
· Standdaarbuiten
· Stiphout
· Stratum
· Strijp
· Terheijden
· Teteringen
· Tongelre
· Uden
· Udenhout
· Veen
· Veghel
· Veldhoven en Meerveldhoven
· Velp
· Vessem, Wintelre en Knegsel
· Vierlingsbeek
· Vlierden
· Vlijmen
· Vrijhoeve-Capelle
· Wanroij
· Waspik
· Werkendam
· Westerhoven
· Wijk en Aalburg
· Willemstad
· Woensel (en Eckart)
· Woudrichem
· Wouw
· Zeeland
· Zesgehuchten
· Zevenbergen